# Placas de identificação de veículos na Finlândia

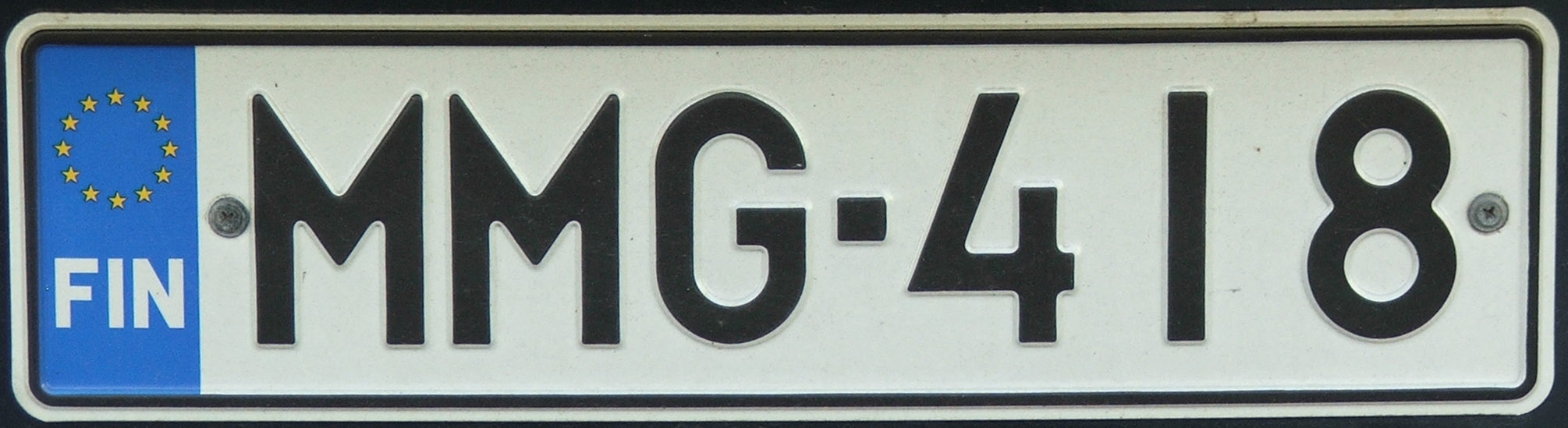
Modelo atual de placa finlandesa.

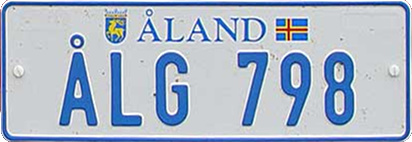
Modelo de placa usado exclusivamente nas ilhas Åland.

As Placas de identificação de veículos na Finlândia seguem um sistema alfanumérico introduzido em 1972, formado por três letras e três dígitos separados por um travessão (por exemplo, ABC-123) e não indicam o lugar de procedência do veículo. Os caracteres são pretos sobre fundo branco, com as medidas da placa de 442 mm de largura por 118 mm de altura. O formato desde 2001 é comum ao das Placas de identificação de veículos na União Europeia, possuindo também a banda azul à esquerda com as estrelas em círculo da UE e o código do país, FIN.
O formato de placa da UE se dá de forma automática a todos os veículos novos, salvo se o proprietário fizer uma solicitação à repartição de inspeção para adquirir o modelo antigo de placa (de fundo preto e caracteres brancos, de tamanho 397 mm x 118 mm); entretanto, a numeração segue o modelo atual.
As ilhas Åland têm um modelo próprio e exclusivo de placa, formado por três letras e três dígitos, separados por um espaço. Na parte superior há, da esquerda para a direita, o brasão das ilhas, o nome ÅLAND e a bandeira. Todos os caracteres são azuis e a primeira letra é sempre Å.

## Tipografia
A tipografia utilizada é uma mescla de algumas características da norma DIN 1451 com adaptações locais:
- As laterais das letras C, G, O e Q são retas em vez de curvadas;
- O número 4 é tipicamente DIN, mas os dígitos 2, 6 e 9 têm os traços curvos;
- Os números 1 e 7 não são serifados na parte superior esquerda.

## Tipo

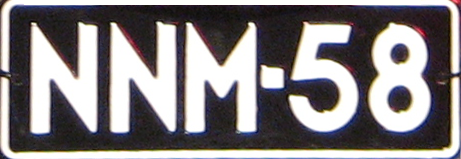
Modelo antigo de placa.

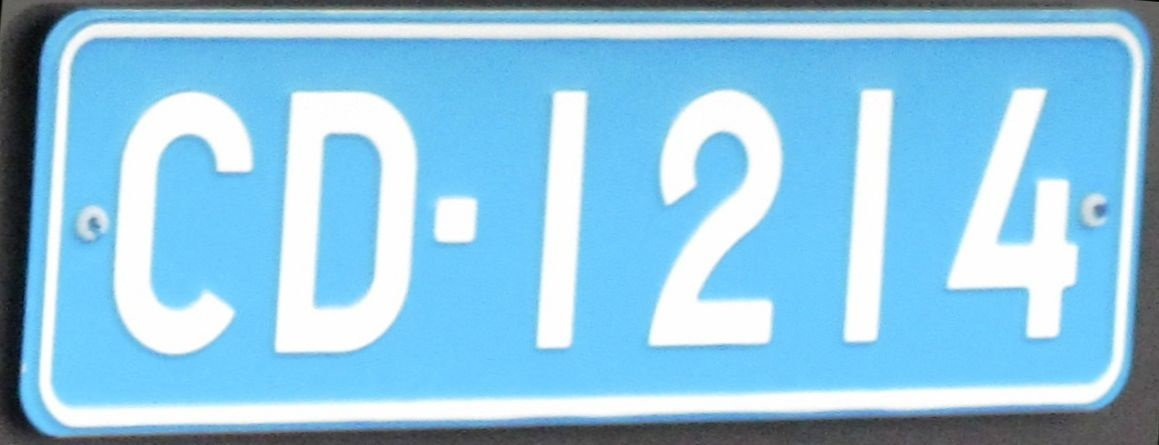
Placa diplomática.

Os veículos antigos/de coleção possuem placas de fundo preto com os caracteres brancos em relevo. Compõem-se por duas ou três letras e um máximo de três cifras, separados por um pequeno travessão.
Os veículos diplomáticos de embaixadas ou dos funcionários do serviço diplomático possuem placas de fundo azul-celeste e caracteres brancos, compostas pelas letras CD ("Corpo Diplomático", original francês Corps Diplomatique) e quatro dígitos ou as letras C e um máximo de cinco dígitos.
Os ciclomotores possuem placa de fundo branco com caracteres pretos, com três dígitos e três letras separadas em duas linhas.
As motos de neve são emplacadas desde novembro de 1994: neste caso, as placas têm fundo amarelo e caracteres pretos, com três formadas por uma combinação de três dígitos e duas ou três letras em duas linhas
Os semirreboques possuem placas iguais às dos veículos particulares, exceto pelo fato de que a primeira letra é sempre D, P ou W.

## História[9]

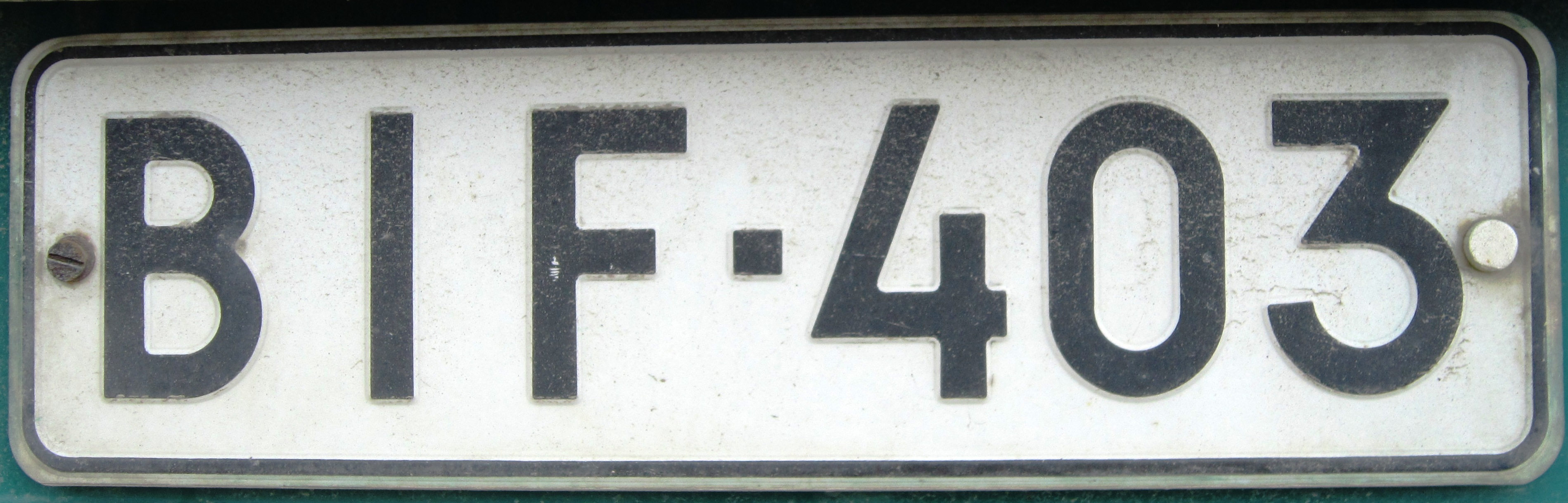
Modelo de placa anterior a 2001.

- Entre 1917 e 1922, logo após obter a independência, as placas eram emitidas municipalmente;
- Entre 1922 e 1929 as placas tinham fundo branco, compostas por uma designação provincial e quatro dígitos;
- Entre 1930 e 1940 as placas eram emitidas anualmente. As placas para os anos ímpares eram brancas com caracteres pretos e as placas para os anos pares eram pretas com caracteres brancos. A combinação do registro consistia de uma designação provincial e um máximo de quatro dígitos separados por um travessão.
- A partir de 1950 o número de registro padrão consistia em duas letras, um travessão e um máximo de três dígitos, de cor branca em relevo sobre um fundo preto. A primeira letra indicava a província.
- Em 1960 adicionou-se borda branca à placa. O número de registro era composto por três letras e um ou dois dígitos.
- Em 1972 é introduzido o sistema de registro atual de três letras e três dígitos.
- Em 2001 é introduzido o formato de matrícula da União Europeia.

Os códigos indicativos de procedência do veículo vigentes entre 1922 e 1972 eram:
| Letra | Área               | Letra | Área                                   |
| ----- | ------------------ | ----- | -------------------------------------- |
| A     | Helsinque (cidade) | N     | província de Häme até 1961.            |
| B     | Helsinque          | O     | Oulu                                   |
| C     | Helsinque          | R     | Kymi                                   |
| E     | Turku              | S     | Pohjois-Karjala                        |
| F     | Turku              | T     | Turku                                  |
| G     | Kymi (província)   | U     | Uusimaa                                |
| H     | Häme (província)   | V     | Vaasa (originariamente VA + 4 dígitos) |
| I     | Häme (província)   | X     | Keski-Suomi                            |
| K     | Kuopio             | Y     | Vaasa                                  |
| L     | Lappin             | Z     | Uusimaa                                |
| M     | Mikkeli            | ÅL    | Åland (com 4 dígitos)                  |